# Przestrzeń podżuchwowa
Przestrzeń podżuchwowa (łac. spatium submandibulare) – w anatomii człowieka trójkątna przestrzeń w obrębie głowy i szyi, ograniczona dolnym brzegiem trzonu żuchwy oraz brzuścami mięśnia dwubrzuścowego. W jej dnie znajduje się mięsień żuchwowo-gnykowy i mięsień gnykowo-językowy, od zewnątrz pokryta jest blaszką powierzchowną powięzi szyi, tkanką podskórną, mięśniem szerokim szyi i skórą.
W przestrzeni tej znajduje się ślinianka podżuchwowa oraz węzły chłonne podżuchwowe a także tętnica i żyła twarzowa. Blaszka powierzchowna powięzi szyi rozciąga się od trzonu i rogów większych kości gnykowej do dolnej krawędzi trzonu żuchwy. Blaszka przedtchawicza powięzi szyi pokrywa mięsień żuchwowo-gnykowy i gnykowo-językowy.
Łączy się ona z okolicą podjęzykową szczeliną ograniczoną tylnym brzegiem mięśnia żuchwowo-gnykowego i mięśniem gnykowo-językowym. Przez szczelinę tę przebiega przewód wyprowadzający ślinianki podżuchwowej, czasami także część tego gruczołu.
Tętnica i żyła twarzowa łączą tę przestrzeń z przestrzenią środkową szyi.